# ژرژ شاستلن
ژرژ شاستلن (به فرانسوی: Georges Chastellain) نویسنده، شاعر، مورخ و مقاله‌نویس قرن پانزدهم میلادی اهل فرانسه است.